# كاثي هيلتون
كاثي بارون هيلتون (بالإنجليزية: Kathy Hilton)‏ (مواليد 13 مارس 1959)، هي ممثلة ومصممة أزياء ومحسنة وفاعلة خير أميركية. وهي أم لكل من باريس هيلتون ومصممة الأزياء نيكي هيلتون.

## السيرة الذاتية
هيلتون هي ابنة كاثلين مريم (ني دوغان، 1938-2002) ولورانس كيه افازينو (1935-1997). كان جدها من ناحية أبيها من أصل إيطالي. لديها أيضا أصول إيرلندية والإسكتلندي.الآباء هيلتون طلق في وقت لاحق، وتزوجت والدتها كينيث أي. ريتشاردز؛ من خلال هذا الزواج، كاثي اثنين من نصف الأخوات: الممثلات كيم وكايل ريتشاردز لديه هيلتون أيضا خمسة أشقاء نصف من الزواج والدها. تخرجت من مدرسة ثانوية خاصة في لوس أنجلوس، حيث أصبحت أفضل الأصدقاء مع مايكل جاكسون حتى وفاته في عام 2009.

## مهنة

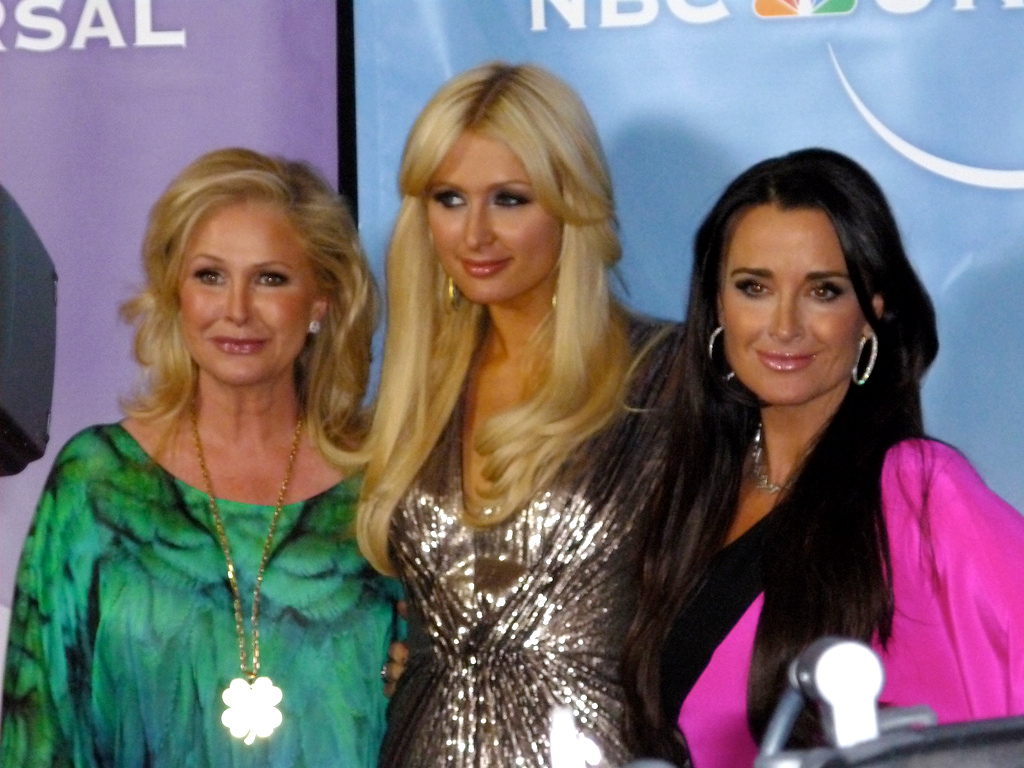
من اليسار إلى اليمين، ، كاثي هيلتون، مع أبنتها باريس هيلتون، وأختها غير الشقيقة كايل ريتشاردز في حزب، فبراير 2011.

في عام 1968، بدأ هيلتون العمل كممثلة، وتقاعد في عام 1974. المظاهر البارزة على ذلك يسحر، شأنا أسريا، يوم سعيد، وملفات روكفورد، والظلام. في سن ال 17، كانت واحدة من اثنين من المرشحين النهائيين للعب دور يناير برادي لباقة ساعة برادي. رفض ليلة رأس الشاقول لتجسيد دورها، ولكن فاز جيري Reischl في نهاية المطاف هذا الدور. على 13 مايو 2008 حلقة من الشباب والمضطرب، وقالت أنها قدمت بوصفه ضيف ظهور نفسها. في عام 2005، وقالت أنها استضافت تظهر الحقيقة، أريد أن أكون هيلتون في مخيم نهر البارد. عربي: بنات باريس هيلتون (من مواليد 1981) [15] ونيكولاي «نيكي» هيلتون (من مواليد 1983)؛ وأبناء بارون نيكولاس هيلتون II (مواليد 1989) وكونراد هيلتون هيوز III (مواليد 1994). الزوجين يقيم في بيل اير في لوس انجليس. كما ظهرت على العالم وفقا لباريس في عام 2011. وفي يونيو 2012، علق هيلتون أنها ترفض مشاهدة لها نصف الأخوات كيم وكايل ريتشاردز على ريال مدريد ربات البيوت من بيفرلي هيلز، مشيرا إلى أنها تسبب لها «لكسر في البكاء» حول مشاهدة حياتهم «ينهار».

## الحياة الشخصية
والتقت ريتشارد هيلتون في سن الخامسة عشرة. تزوجا في عام 1979. [18] لديهم أربعة اولاد.

## وصلات خارجية
- كاثي هيلتون على موقع IMDb (الإنجليزية)
- كاثي هيلتون على موقع روتن توميتوز (الإنجليزية)
- كاثي هيلتون على موقع ألو سيني (الفرنسية)
- كاثي هيلتون على موقع إن إن دي بي (الإنجليزية)
- كاثي هيلتون على موقع قاعدة بيانات الفيلم (الإنجليزية)
- كاثي هيلتون على موقع كينوبويسك (الروسية)